# 桑加利亞區
12°09′40″S 76°13′45″W / 12.1610°S 76.2291°W
桑加利亞區（西班牙語：Distrito de Sangallaya），是秘魯的一個區，位於該國中南部利馬大區的瓦羅奇里省，始建於1954年9月30日，面積81.9平方公里，海拔高度2,738米，2005年人口689，人口密度每平方公里8.4人。